# YMCK
YMCK（日文：ワイ·エム·シー·ケー），是一個日本的樂團，自2003年5月后活动，属于Avex trax。在全球chiptune（一種合成音源晶片）類型音樂的領域中，是個活躍的團體。特色是將含有搖擺爵士樂風格的科技舞曲，用像任天堂家庭遊戲機（俗稱紅白機）那樣八位元的音源和甜美的主唱聲音所演奏出的音樂風格。至於專輯封面，也用了像素畫方式畫了像紅白機裡的遊戲人物，而MV在劇組討論演出事項之際，也決定不用寫實拍攝方式，改用這種遊戲人物的卡通來呈現。
樂團組成於2003年的5月。先是推出了獨立製作CD《FAMILY MUSIC》，之後在2004年11月，由名為usagi-chan的唱片公司發行第一張專輯《FAMILY MUSIC》（雖然和獨立製作時的專輯名稱一樣，但是內容架構不一樣。）第一張專輯被推出後，他們也在泰國、瑞典被廣為人知，還開了演唱會。2005年開始，連續三年參與台灣和泰國的大型音樂祭表演，擔任海外嘉賓。2005年12月，發行了第二張專輯《FAMILY RACING》，2008年1月，因轉換新東家艾迴，而由艾迴唱片發行第三張專輯《FAMILY GENESS》，並正式出道。目前以製作chiptune類型的音樂專輯為主，並在各方面積極地擔任特別來賓或音樂混音製作。在2008年，也參與了「ROCK IN JAPAN FESTIVAL.2008」演出，也發行兩張翻唱專輯。在今年2009年1 月底，即將發行首張DVD影音光碟，並同步發行第四張專輯《FAMILY COOKING》。

## 團員
- 主唱：栗原みどり（Midori）
- 作詞、作曲、編曲：除村武志
- 影像、作曲：中村智之

## 歷史年表

### 2003年
- 獨立發行專輯「FAMILY MUSIC」。

### 2004年
- 於瑞典首都斯德哥爾摩的「Microdisko」演出。
- 11月發行全國首張專輯「FAMILY MUSIC」。

### 2005年
- 於台灣（台北）野台開唱「FORMOZ FESTIVAL 2005」演出。
- 於泰國（曼谷）野外音樂祭「FAT FESTIVAL #5」演出。
- 12月發行第二張專輯「FAMILY RACING。

### 2006年
- 於台灣（台北）野台開唱「FORMOZ FESTIVAL 2006」演出。
- 於泰國（曼谷）野外音樂祭「FAT FESTIVAL #6」演出。
- 於紐約「Blip Festival 2006」演出。

### 2007年
- 於韓國（全州）「第八屆全州國際電影節」演出。
- 於台灣（台北）野台開唱「FORMOZ FESTIVAL 2007」演出。
- 於泰國（曼谷）野外音樂祭「FAT FESTIVAL #7」演出。
- 於荷蘭（海牙）野外音樂祭「STATE-X NEW FORMS」演出。

### 2008年
- 合約換往大的新東家。
- 1月16日發行第三張專輯「FAMILY GENESS」。
- 於華盛頓DC「Japan! culture + hyperculture」演出。
- 於「ROCK IN JAPAN FES.2008」演出。
- 發行翻唱專輯「YMCK SONGBOOK -songs before 8bit-」。
- 發行與DE DE MOUSE合作的翻唱專輯「DOWN TOWN」。

### 2009年
- 1月29日發行首張影音DVD「FAMILY THEATER」。
- 1月29日發行第四張專輯「FAMILY COOKING」。

## 歷年作品

### 專輯
ファミリーミュージック「FAMILY MUSIC」（2003年8月22日、獨立製作發行）
1. Opening
2. パステル・キャンディーは悪魔のささやき
3. Darling
4. Pow * Pow
5. ジョン・コルトレーンは回転木馬の夢を見るか
6. Yellow, Magenta, Cyan and Black（YMCKのテーマ）

ファミリーミュージック「FAMILY MUSIC」（2004年11月3日）
1. ファンファーレ
2. Magical 8bit Tour
3. パステル・キャンディーは悪魔のささやき
4. Darling
5. POW * POW
6. Interlude
7. SOCOPOGOGO（YMCK Version）
8. Synchronicity
9. Tetrominon 〜From Russia with Blocks〜
10. ジョン・コルトレーンは回転木馬の夢を見るか
11. Yellow, Magenta, Cyan and Black（YMCKのテーマ）
12. Your Quest is Over

ファミリーレーシング「FAMILY RACING」（2005年12月21日）
1. ファミリーレーシング
2. パニックレーサー005
3. Go YMCK, Go！
4. カモン！スウィングオールスターズ
5. ロッケンロール·ランデブー featuring 高橋名人
6. 魚のまばたき
7. Milky Blue 〜不思議の国のリドル〜
8. キラ＊キラ

ファミリージェネシス「FAMILY GENESS」（2008年1月16日）
1. プロローグ
2. 錆びた扉の第8天国
3. プレアデス
4. Starlight
5. 何方（いずかた）の笛
6. Carving the Rock
7. フューチャー・インヴェージョン
8. Rain
9. システム・リブート
10. Floor 99
11. Major Swing
12. 8番目の虹
13. 時代遅れの空
14. フィナーレ 〜Welcome to the 8bit world〜

YMCK SONGBANK 〜songs before 8bit〜（2008年9月24日）
1. 夢の中へ
2. ぼくたちの失敗
3. 人間なんて
4. 傘がない
5. 春夏秋冬
6. 満足できるかな
7. 言葉にできない
8. 人生を語らず
9. まるで正直者のように

DOWN TOWN（2008年9月24日、與DE DE MOUSE共同企劃合輯）
1. DOWN TOWN（YMCK）
2. ルージュの伝言（DE DE MOUSE）
3. BEAUTIFUL NAME（YMCK）
4. メトロポリタン美術館（DE DE MOUSE）
5. 風をあつめて（YMCK）
6. DOWN TOWN（DE DE MOUSE）

ファミリークッキング「FAMILY COOKING」（2009年1月29日）
1. おもちゃの兵隊のマーチ
2. カレーだよ！
3. サラダ・シャバダバ
4. 三ツ星シェフの歌
5. グルメなアイツ
6. ふわふわ卵のオムライス
7. 帰り道、晩ご飯。
8. ワン！ダフル・チョコレート
9. バンバンクッキング

### DVD
ファミリーシアター「FAMILY THEATER」（2009年1月29日）
1. Magical 8bit Tour
2. Tetrominon ～From Russia with Blocks～
3. パニックレーサー005
4. Go YMCK, Go！
5. Starlight
6. DOWN TOWN
7. カレーだよ！

## 外部連結
- YMCK Official Web Site （页面存档备份，存于）